# Gernsbach

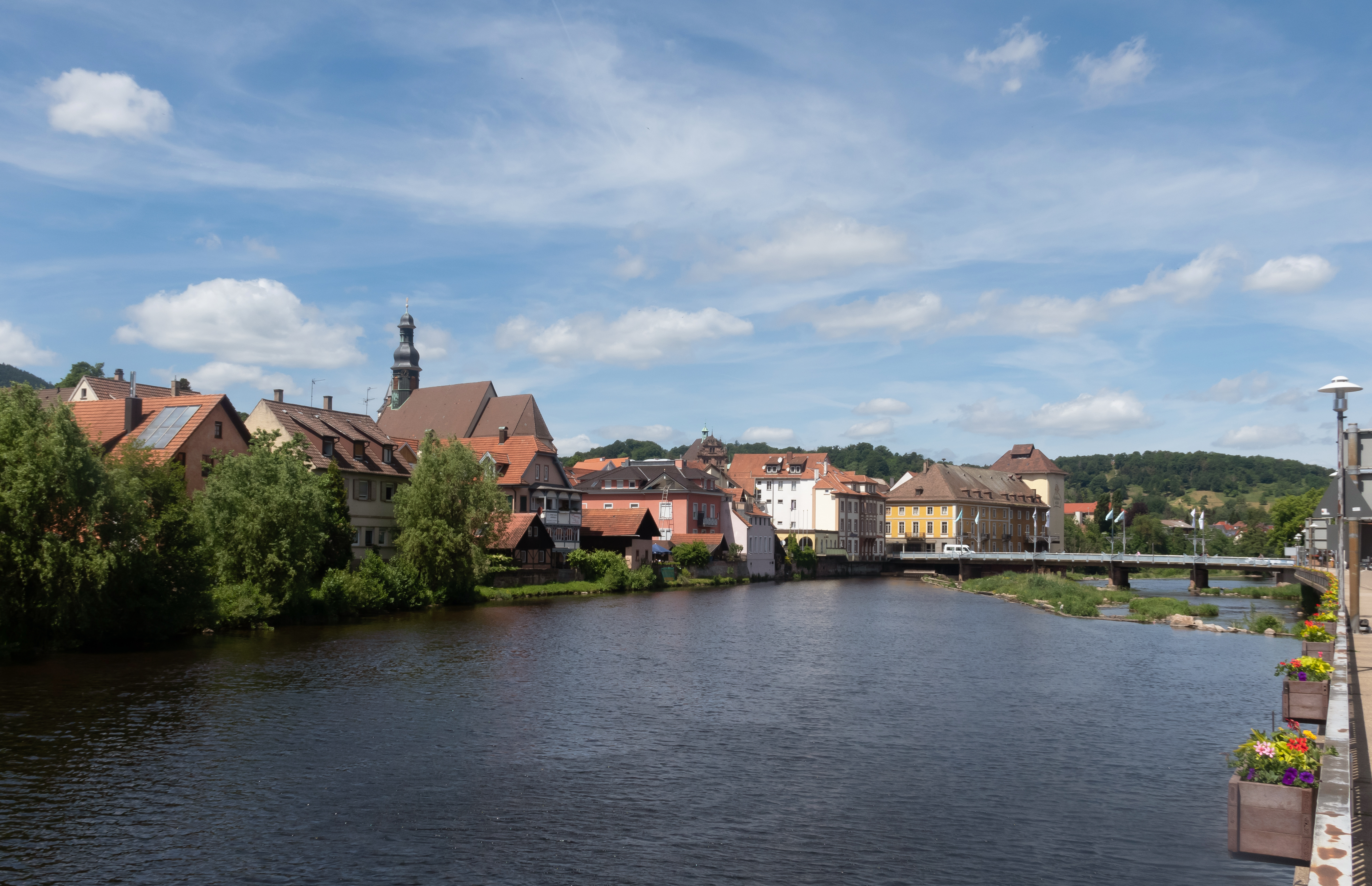
Stadszicht met de Sankt Jakobskirche

Gernsbach is een plaats in de Duitse deelstaat Baden-Württemberg, gelegen in het Landkreis Rastatt. De stad telt 14.147 inwoners.

## Geografie
Gernsbach heeft een oppervlakte van 82,09 km² en ligt in het zuidwesten van Duitsland.

## Stadsdelen
- Gernsbach rechts der Murg, met Kelterberg, Entensee, Kolonie, Nord
- Gernsbach links der Murg, met Klingele, Waldbach, Faltergass, Heppeler, Walheimer Hof, Stadtbuckel, Siedlung, Hahnbachweg, Panoramweg, Weinau
- Hilpertsau
- Lautenbach
- Obertsrot
- Reichental
- Scheuern
- Staufenberg

Au am Rhein · Bietigheim · Bischweier · Bühl · Bühlertal · Durmersheim · Elchesheim-Illingen · Forbach · Gaggenau · Gernsbach · Hügelsheim · Iffezheim · Kuppenheim · Lichtenau · Loffenau · Muggensturm · Ötigheim · Ottersweier · Rastatt · Rheinmünster · Sinzheim · Steinmauern · Weisenbach